# Ущерб
Ущерб, в гражданском праве — невыгодные для кредитора имущественные последствия, возникшие в результате правонарушения, допущенного должником. 
Ущерб выражаются в уменьшении имущества, либо в неполучении дохода, который был бы получен при отсутствии правонарушения (упущенная выгода). Вред, причиненный личности или имуществу гражданина, подлежит возмещению в полном объёме лицом, которое причинило вред.

## Виды ущерба
- Имущественный ущерб — ущерб, нанесённый имущественному положению физического или юридического лица вследствие причинения ему вреда или неисполнения условий договора.
- Моральный вред — вред неимущественного характера, причинённый противоправными действиями. Выражается в умалении достоинства личности, причинении нравственных и физических страданий, в подрыве репутации и т. п.